# Pilar Cisneros Gallo
Pilar Cisneros Gallo, más conocida como Pilar Cisneros (Lima, Perú, 27 de junio de 1954), es una periodista costarricense de origen peruano. Su vida profesional ha estado ligada en largo tiempo al periodismo, actualmente es diputada y jefa de fracción del Partido Progreso Social Democrático en la Asamblea Legislativa de Costa Rica para el periodo 2022-2026.

## Trayectoria
Llegó a Costa Rica en 1972, procedente de su natal Perú. Ingresó a la Universidad de Costa Rica en 1980 a estudiar Periodismo. Después de obtener el bachillerato y la licenciatura, viajó a los Estados Unidos y en año y medio obtuvo la maestría de Periodismo de Investigación en la Universidad de la Florida en Gainesville.
Su vida profesional ha estado unida a dos empresas: La Nación y Teletica. Con la primera ha trabajado en tres períodos (1975-1980; 1983-1985; 1995-1997) y con la televisora, en dos (1987-1994; 1998-2013). En el ínterin consiguió su maestría, trabajó en relaciones públicas y estuvo un año con el también periodista Ignacio Santos en el desaparecido noticiero NC4.

## Su salida de Teletica hacia el retiro
Cisneros anunció su salida de Telenoticias en junio del 2013.
La última edición en la que estuvo la codirectora de Telenoticias fue la del mediodía del 23 de agosto de 2013. Al ser la 1:10 p. m. inició el homenaje de despedida: el periodista Mynor Solano (encargado de la sección deportiva de esa edición) inició dicho homenaje externándole algunas palabras, luego siguió Marcelo Castro, presentador de la edición, quien también le dijo unas sentidas palabras; por último Cisneros se dirigió al público diciendo que no creía en las despedidas y que los costarricense no debían resignarse a tener un país del Tercer Mundo, porque no se lo merecen.
El crítico de televisión del diario La Nación, Óscar Cruz, dijo sobre esta despedida que "en Costa Rica, no tenemos protocolos para nada; somos informales y espontáneos, tanto así que los medios padecen esto por igual. No hay estilo y cualquier ingeniosidad es meritoria de ser mediatizada. La despedida era justa, pero posiblemente muchos de los elementos vistos en la edición salen sobrando en el ámbito público".
Fue notoria la ausencia del también periodista Ignacio Santos. La prensa especuló con que durante los últimos años hubo un distanciamiento entre ambos, pero sin ahondar en las razones. Sin embargo en una entrevista realizada por Freddy Serrano, Cisneros externó que sabía que Santos estaba de vacaciones.
Luego de enrumbar el nuevo programa de notas positivas Más que noticias, Cisneros se desvincula por completo de la televisora en noviembre de 2013.

## Trayectoria política
En agosto del 2021 aceptó concursar por una diputación con el Partido Progreso Social Democrático junto al entonces candidato a la Presidencia y actual presidente Rodrigo Chaves.
El 6 de febrero de 2022 logró obtener los suficientes votos para ocupar un escaño en la Asamblea Legislativa de Costa Rica en representación de la provincia de San José. El 5 de abril de 2022, tras la segunda vuelta que dio como ganador a Chaves del Partido Progreso Social Democrático, Cisneros es nombrada como la jefa de fracción de dicho partido en el Parlamento costarricense.